# Xenylla franzi
Xenylla franzi är en urinsektsart som beskrevs av Steiner 1955. Xenylla franzi ingår i släktet Xenylla och familjen Hypogastruridae. Inga underarter finns listade i Catalogue of Life.